# Lim Goh Tong

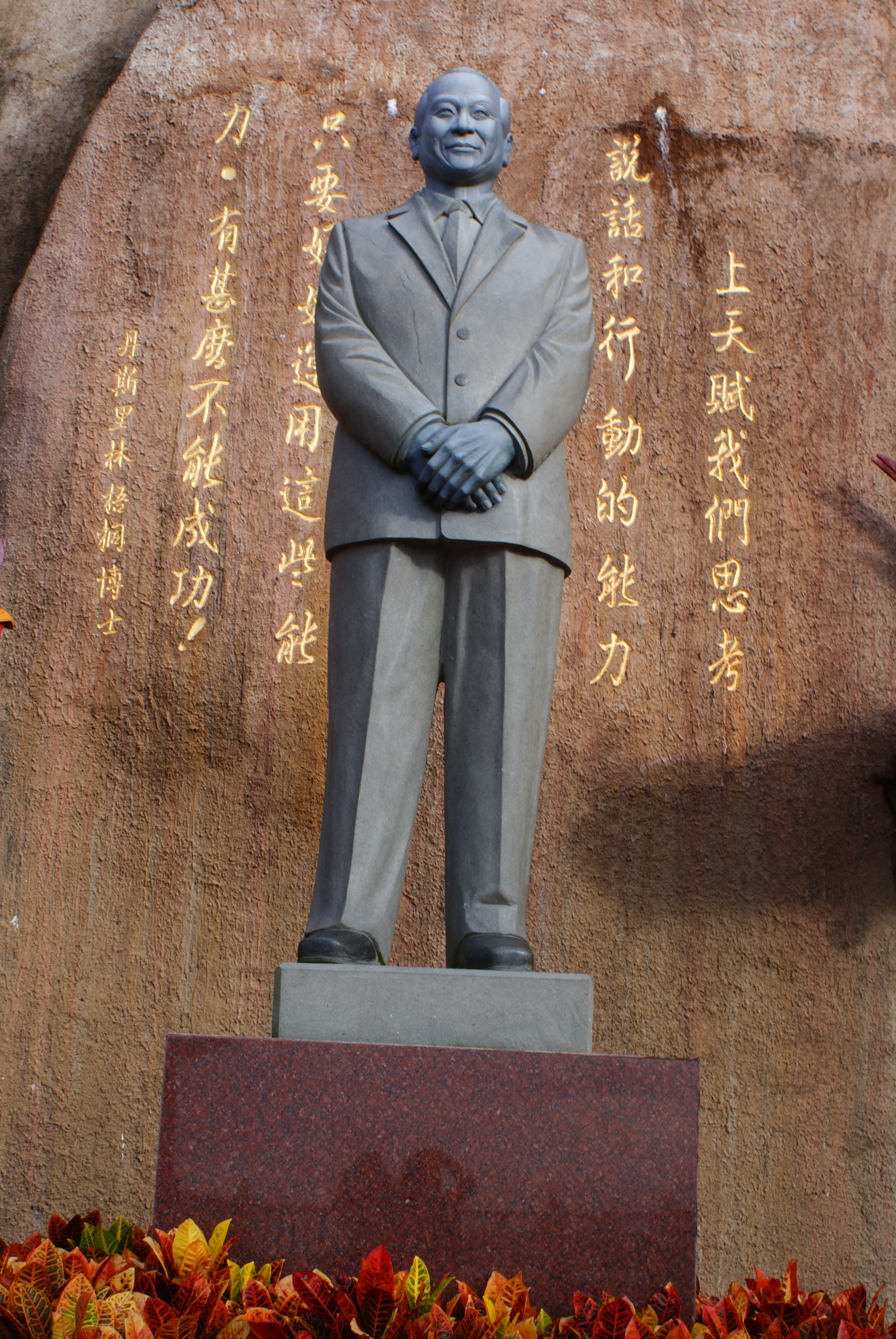
Statue von Lim Goh Tong

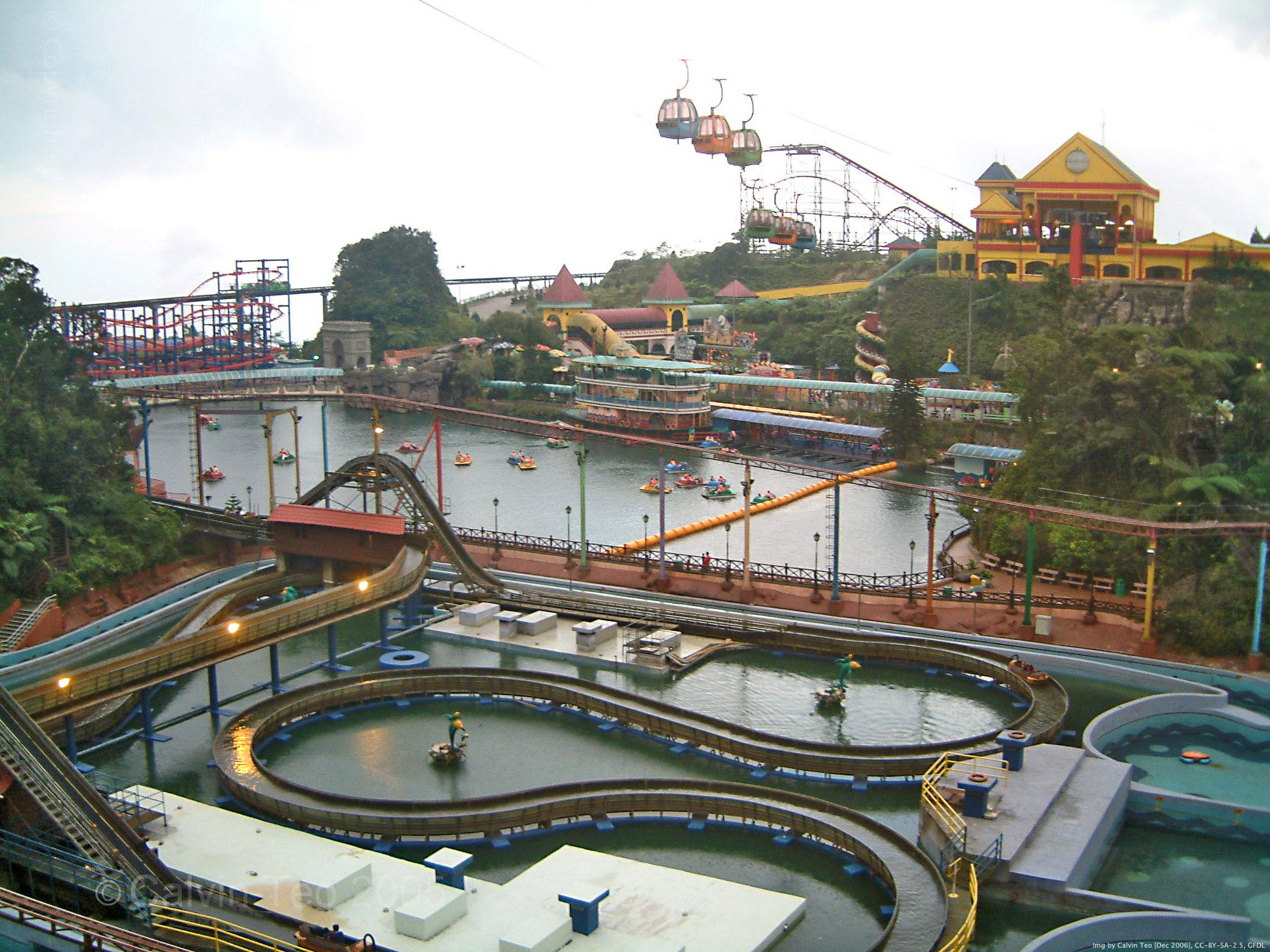
Der Genting Highlands Theme Park

Lim Goh Tong (* 1918; † 23. Oktober 2007) war ein malaysischer Unternehmer.

## Leben
Lim wurde 1918 in der chinesischen Region Anxi als jüngstes von fünf Kindern geboren. Als sein Vater 1934 starb, musste Lim mit seinem älteren Bruder die Rolle des Familienernährers übernehmen und die Schule verlassen. Im Februar 1937 verließ Lim China und emigrierte nach Malaysia, um in der Zimmerei seines Onkels zu arbeiten. Nach zwei Jahren wurde er Bau-Subunternehmer und errichtete eine Schule. 1940 kehrte er kurzfristig zu seiner Familie nach China zurück, musste jedoch vor dem Krieg mit Japan flüchten.
Lim gründete das Unternehmen Genting Group und errichtete in den  Genting Highlands in Malaysia den Ferienort World Genting mit Hotelanlagen und einem Freizeitpark. Nach Angaben des US-amerikanischen Forbes Magazine gehörte Goh Tong zu den reichsten Malaysiern. Er war verheiratet und hatte sechs Kinder.

## Auszeichnungen
Lim Goh Tong erhielt mehrere Auszeichnungen, darunter:
- Malaysian Entrepreneurs Award 1985
- Manager of the Year Award 1986
- Business Achiever des Jahres Award 1994
- 1999 war seine Firma die Nummer 1 im Ranking der 10 größten malaysischen Unternehmen
- Best Employer Award 1996

Ihm wurde zudem im Juni 1979 der Ehrentitel "Tan Sri" durch die Regierung von Malaysia verliehen in Anerkennung für seine Verdienste für das Land.